# Clemente Vázquez Bello
Clement Vázquez Bello (Santa Clara, (Província de Villa Clara), 23 de novembre de 1887 – L'Havana (Cuba), 28 de setembre, 1932) va ser President del Senat de Cuba entre 1925 i 1932, durant el règim de Gerardo Machado. Vázquez pertanyia al Partit Liberal de Cuba i va ser una figura clau en el règim de Machado.

## Biografia
Va seguir la carrera de dret, graduant-se a la Universitat de l'Havana, començant la seva actuació política tan jove que, en ser electe representant a la Cambra el 1910, no va poder prendre possessió del càrrec per no tenir l'edat reglamentària. des de 1912 va representar al Parlament la província de Santa Clara i el 1925 va ser elegit senador, ocupant, poc després, la presidència del senat, que va exercir fins a la seva mort. al Parlament va desenvolupar una acció profunda i profitosa per a l'interès públic, havent d'assenyalar-se entre els seus projectes de llei més destacats els del carburant nacional, defensa del colon, sistema de regadiu, règim petrolífer, Banc Agrícola, jubilació ferroviària, etc., molts dels quals constitueixen Lleis de la República.

Hàbil polític, va estar afiliat al partit liberal, la presidència del qual ostentava i per les seves condicions personals, relacions i programa d'àmplia visió, era un dels candidats de més empenta per a la presidència de la República. La violència de les lluites polítiques que es desenvolupaven a Cuba, ho van fer víctima de la passió sectària i el 17 de setembre de 1932 va ser assassinat, a trets, quan es dirigia, amb automòbil, de casa seva al Country Club. En participar-li el Govern de Cuba al Cos diplomàtic acreditat, el lamentable succés, expressava que, 
| « | "la forma violenta i traïdora de la desaparició de l'il·lustre conciutadà, havia commogut profundament l'opinió pública i que el fet, antisocial i anti huma, provocaria, sens dubte, igual pesar en la consciència internacional." | » |

El crim perpetrat en la persona de Vázquez Bello va produir, com a seqüela immediata, l'exacerbació de les passions i, poques hores després del succés, sucumbien, víctimes d'agressions anàlogues, dos diputats, un enginyer i un metge, sorpresos als seus domicilis per grups de gent desconeguda.
El cadàver de Vázquez Bello va ser traslladat a la seva ciutat natal de Santa Clara en comptes d'enterrar-se al panteó familiar que posseïa a la necròpolis havanera i aquesta circumstància va evitar una terrible hecatombe, ja que els voltants del panteó estaven minats en una àrea considerable, contenint els subterranis uns 100 kg. de dinamita, en connexió, mitjançant filferros, amb un magnet situat als afores del cementiri, que hagués provocat l'explosió en els moments del sepeli. El grup radical conegut com ABC havia planejat assassinar Machado al funeral de Vásquez a l'Havana, però el pla es va frustrar quan la família Vásquez va preferir sepultar-lo a Santa Clara.